# Anastasiya Kuzmina
Anastasiya Kuzmina (slovakisk: Anastasiya Vladimirovna Kuzmina ; russisk: Анастасия Владимировна Кузьмина tr. Anastasija Vladimirovna Kusmina) ; født Sjipulina 28. august 1984 i Tjumen) er en russisk født slovakisk skiskytte. Hun har vundet adskillige medaljer ved både OL og VM samt en hel del World Cup løb. Hun er storesøster til skiskytten Anton Sjipulin.
Kuzmina blev den første slovakiske atlet, der vandt guld ved et vinter-OL.